# Billie Peak
Der Billie Peak ist ein 725 m hoher Berg an der dem Neumayer-Kanal angrenzenden Südostküste der Anvers-Insel im Palmer-Archipel. Er ragt 2,5 km ostnordöstlich des Bay Point am südwestlichen Ende der Osterrieth Range auf.
Entdeckt wurde er im Zuge der Belgica-Expedition (1897–1899) des belgischen Polarforschers Adrien de Gerlache de Gomery. Der Name des Berges ist erstmals auf einer Landkarte der britischen Discovery Investigations aus dem Jahr 1927 zu finden. Der Benennungshintergrund ist nicht überliefert.